# Honingspeurders
Honingspeurders (Indicatoridae) zijn een familie van vogels uit de orde Spechtvogels. Deze familie bestaat uit vier geslachten met in totaal 16 soorten.

## Leefwijze
Al deze vogels zijn broedparasieten. De eieren worden gelegd in de nesten van andere vogels, meestal van spechten, maar eerst worden de eieren van de nesteigenaar vernietigd.

## Geslachten
- Geslacht Indicator
  - (10 soorten: Maleise honingspeurder, Kleinste honingspeurder, Grote honingspeurder, Gevlekte honingspeurder, Bleke honingspeurder, Kleine honingspeurder met ondersoort Diksnavelhoningspeurder, Kortsnavelhoningspeurder, Schubkeelhoningspeurder, Willcocks' honingspeurder, Himalayahoningspeurder)
- Geslacht Melichneutes
  - (1 soort: Lierstaarthoningspeurder)
- Geslacht Melignomon
  - (2 soorten : Geelpoothoningspeurder, Zenkers honingspeurder)
- Geslacht Prodotiscus
  - (3 soorten: Dwerghoningspeurder, Bruinrughoningspeurder, Grijze honingspeurder)

Glansvogels · Baardkoekoeken · Capitonidae · Lybiidae · Megalaimidae · Honingspeurders · Semnornithidae · Toekans · Spechten